# Jupp Heynckes
Josef "Jupp" Heynckes (9 tháng 5 năm 1945) là cựu huấn luyện viên của Bayern München và cựu cầu thủ bóng đá người Đức. Khi là cầu thủ, ông là một trong những thành viên chủ chốt của đội Borussia Mönchengladbach trong thời kỳ vàng của CLB thập niên 1960 và 1970, nơi ông cùng đội bóng giành nhiều chức vô địch như Cúp bóng đá Đức và UEFA Cup. Ông cùng đội tuyển bóng đá quốc gia Tây Đức giành chức vô địch Euro 1972 và World Cup 1974. Với vai trò là huấn luyện viên, ông cùng CLB Bayern München giành ba chức vô địch Bundesliga và hai chức vô địch UEFA Champions League (1997–98 và 2012–13) cùng với lần lượt Real Madrid và Bayern München.

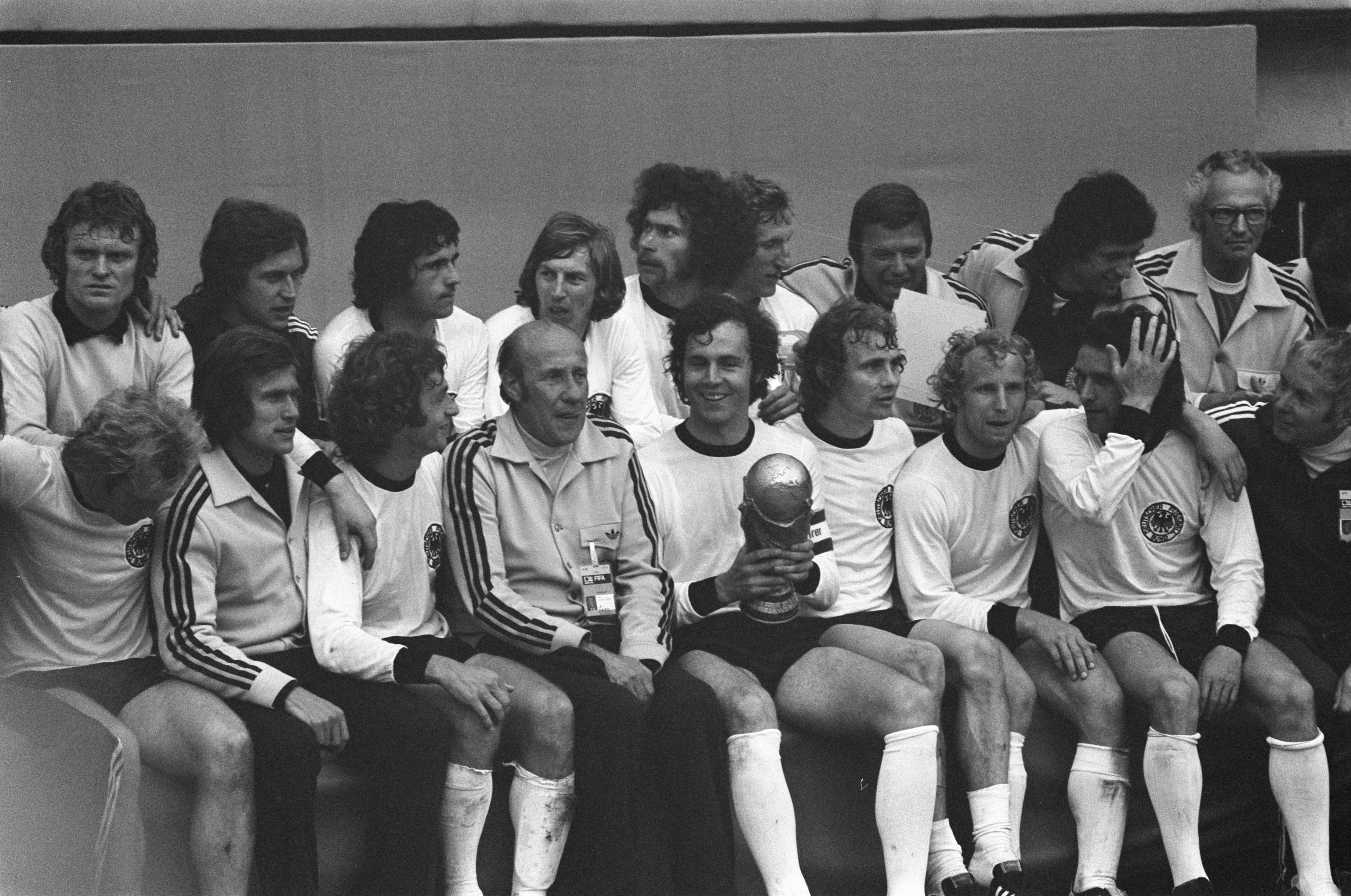
Heynckes (Bên dưới thứ 2 từ trái sang) cùng đồng đội tại tuyển Đức ăn mừng chức vô địch 1974 FIFA World Cup ở 7 tháng 7

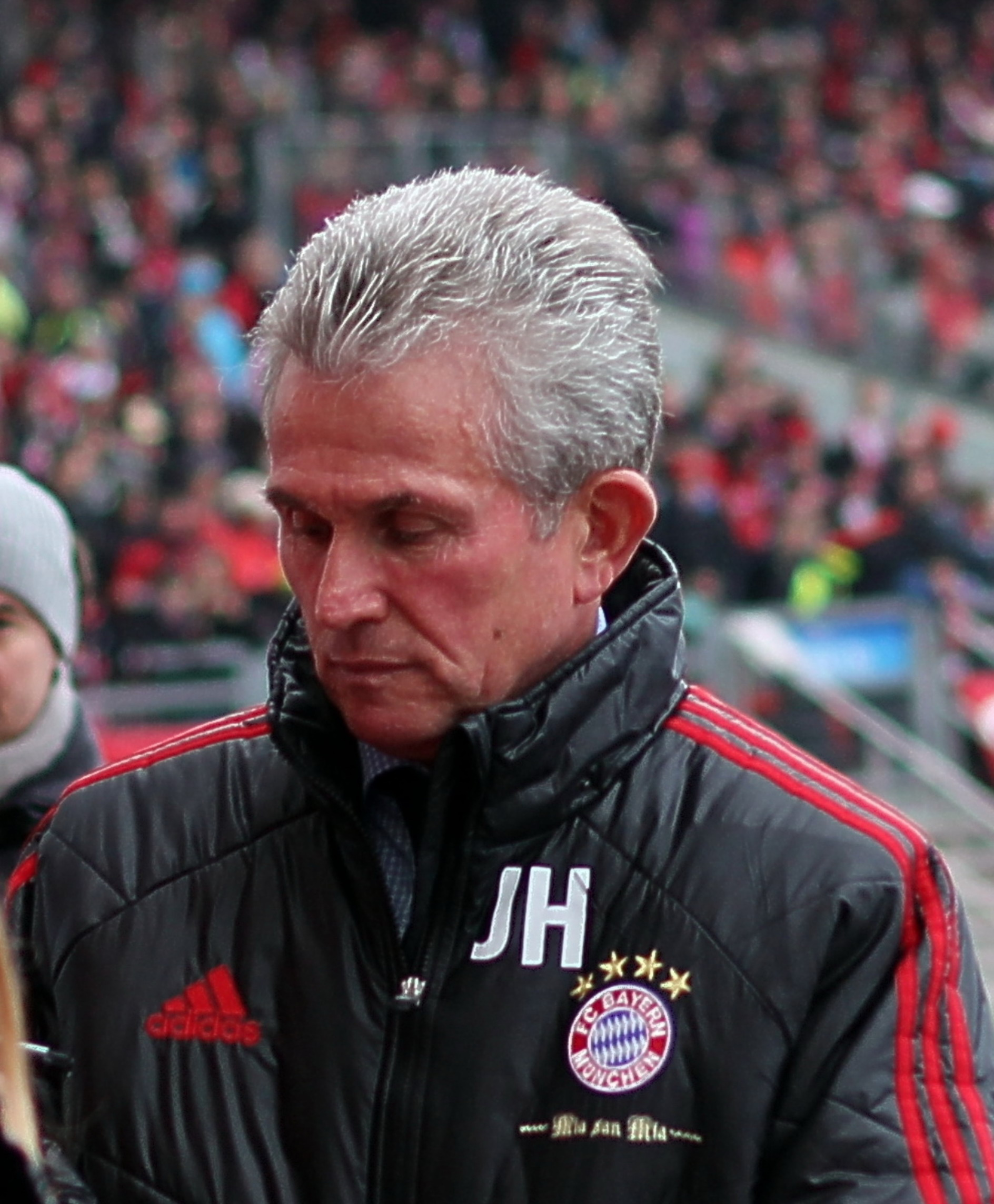
Heynckes với Bayern Munich năm 2012

Sau chiến thắng 3 - 2 của Bayern trước VfB Stuttgart trong trận chung kết Cúp bóng đá Đức mùa 2012 - 13, ông và đội bóng đã đi vào lịch sử bóng đá Đức khi là CLB đầu tiên có được cú ăn ba trong mùa giải và là CLB thứ 7 thuộc UEFA làm được điều này.

## Danh hiệu

### Cầu thủ
Borussia Mönchengladbach
- UEFA Cup: 1974–75
- Bundesliga: 1970–71, 1974–75, 1975–76, 1976–77
- DFB-Pokal: 1972–73

Tây Đức
- FIFA World Cup: 1974
- UEFA European Championship: 1972

### Huấn luyện viên
Bayern Munich
- UEFA Champions League: 2012–13
- Bundesliga: 1988–89, 1989–90, 2012–13, 2017–18
- DFB-Pokal: 2012–13
- DFL-Supercup: 1987, 1990, 2012

Real Madrid
- UEFA Champions League: 1997–98
- Supercopa de España: 1997

### Cá nhân
Cầu thủ
- kicker Bundesliga Team of the Season: 1971–72, 1973–74, 1974–75[5][6][7]
- Bundesliga top scorer: 1973–74, 1974–75[8]
- European Cup top scorer: 1975–76[9]
- UEFA Cup Winners' Cup top scorer: 1973–74[10]
- UEFA Cup top scorer: 1972–73, 1974–75[11]
- UEFA European Championship Team of the Tournament: 1972[12]

Huấn luyện viên
- FIFA World Coach of the Year: 2013[13]
- IFFHS World's Best Club Coach: 2013;[14] Runner-up: 1998
- German Football Manager of the Year: 2013,[15] 2018[16]
- World Soccer Awards Manager of the Year: 2013[17]

## Thống kê

### Cầu thủ

#### Câu lạc bộ
| Câu lạc bộ               | Mùa giải            | Vô địch quốc gia    | Vô địch quốc gia | Vô địch quốc gia | Cúp quốc gia | Cúp quốc gia | Cúp châu lục | Cúp châu lục | Khác1   | Khác1  | Tổng cộng | Tổng cộng |
| Câu lạc bộ               | Mùa giải            | Hạng đấu            | Số trận          | Số bàn           | Số trận      | Số bàn       | Số trận      | Số bàn       | Số trận | Số bàn | Số trận   | Số bàn    |
| ------------------------ | ------------------- | ------------------- | ---------------- | ---------------- | ------------ | ------------ | ------------ | ------------ | ------- | ------ | --------- | --------- |
| Borussia Mönchengladbach | 1964–65             | Regionalliga West   | 26               | 23               | 0            | 0            | —            | —            | 6       | 6      | 31        | 29        |
| Borussia Mönchengladbach | 1965–66             | Bundesliga          | 27               | 12               | 2            | 0            | —            | —            | —       | —      | 29        | 12        |
| Borussia Mönchengladbach | 1966–67             | Bundesliga          | 30               | 15               | 1            | 0            | —            | —            | —       | —      | 31        | 15        |
| Borussia Mönchengladbach | Tổng cộng           | Tổng cộng           | 83               | 50               | 3            | 0            | —            | —            | 6       | 6      | 92        | 56        |
| Hannover 96              | 1967–68             | Bundesliga          | 29               | 10               | 1            | 0            | 1            | 0            | —       | —      | 31        | 10        |
| Hannover 96              | 1968–69             | Bundesliga          | 34               | 9                | 4            | 2            | 6            | 5            | —       | —      | 44        | 16        |
| Hannover 96              | 1969–70             | Bundesliga          | 23               | 6                | 1            | 2            | 2            | 1            | —       | —      | 26        | 9         |
| Hannover 96              | Tổng cộng           | Tổng cộng           | 63               | 25               | 6            | 4            | 9            | 6            | —       | —      | 78        | 35        |
| Borussia Mönchengladbach | 1970–71             | Bundesliga          | 33               | 19               | 6            | 2            | 4            | 2            | —       | —      | 43        | 23        |
| Borussia Mönchengladbach | 1971–72             | Bundesliga          | 31               | 19               | 5            | 2            | 4            | 3            | —       | —      | 40        | 24        |
| Borussia Mönchengladbach | 1972–73             | Bundesliga          | 33               | 28               | 9            | 7            | 11           | 13           |         |        | 53        | 48        |
| Borussia Mönchengladbach | 1973–74             | Bundesliga          | 33               | 30               | 3            | 2            | 7            | 8            | —       | —      | 43        | 40        |
| Borussia Mönchengladbach | 1974–75             | Bundesliga          | 31               | 27               | 2            | 4            | 10           | 11           | —       | —      | 43        | 42        |
| Borussia Mönchengladbach | 1975–76             | Bundesliga          | 24               | 12               | 4            | 1            | 6            | 5            | —       | —      | 34        | 18        |
| Borussia Mönchengladbach | 1976–77             | Bundesliga          | 20               | 15               | 0            | 0            | 7            | 1            |         |        | 27        | 16        |
| Borussia Mönchengladbach | 1977–78             | Bundesliga          | 21               | 18               | 0            | 0            | 5            | 5            | 0       | 0      | 26        | 23        |
| Borussia Mönchengladbach | Tổng cộng           | Tổng cộng           | 226              | 168              | 29           | 18           | 54           | 46           | 0       | 0      | 309       | 232       |
| Tổng cộng sự nghiệp      | Tổng cộng sự nghiệp | Tổng cộng sự nghiệp | 395              | 243              | 38           | 22           | 63           | 52           | 6       | 6      | 501       | 325       |

- 1.^ Bao gồm playoff lên hạng Regionalliga, DFB-Ligapokal và Intercontinental Cup.

#### Quốc tế
| Tây Đức   | Tây Đức | Tây Đức |
| Năm       | Số trận | Số bàn  |
| --------- | ------- | ------- |
| 1967      | 2       | 2       |
| 1969      | 1       | 0       |
| 1970      | 3       | 0       |
| 1971      | 7       | 0       |
| 1972      | 6       | 0       |
| 1973      | 6       | 3       |
| 1974      | 6       | 2       |
| 1975      | 5       | 4       |
| 1976      | 3       | 3       |
| Tổng cộng | 39      | 14      |

| STT | Ngày                 | Sân                                    | Đối thủ     | Tỷ số | Kết quả chung cuộc | Khuôn khổ                        |
| --- | -------------------- | -------------------------------------- | ----------- | ----- | ------------------ | -------------------------------- |
| 1   | 22 tháng 2 năm 1967  | Wildparkstadion, Karlsruhe, Tây Đức    | Maroc       | 4–1   | 5–1                | Giao hữu                         |
| 2   | 22 tháng 3 năm 1967  | Niedersachsenstadion, Hanover, Tây Đức | Bulgaria    | 1–0   | 1–0                | Giao hữu                         |
| 3   | 14 tháng 2 năm 1973  | Olympiastadion, Munich, Tây Đức        | Argentina   | 1–3   | 2–3                | Giao hữu                         |
| 4   | 24 tháng 11 năm 1973 | Neckarstadion, Stuttgart, West Germany | Tây Ban Nha | 1–0   | 2–1                | Giao hữu                         |
| 5   | 24 tháng 11 năm 1973 | Neckarstadion, Stuttgart, West Germany | Tây Ban Nha | 2–0   | 2–1                | Giao hữu                         |
| 6   | 1 tháng 5 năm 1974   | Volksparkstadion, Hamburg, Tây Đức     | Thụy Điển   | 1–0   | 2–0                | Giao hữu                         |
| 7   | 1 tháng 5 năm 1974   | Volksparkstadion, Hamburg, Tây Đức     | Thụy Điển   | 2–0   | 2–0                | Giao hữu                         |
| 8   | 11 tháng 10 năm 1975 | Rheinstadion, Düsseldorf, Tây Đức      | Hy Lạp      | 1–0   | 1–1                | Vòng loại UEFA Euro 1976, bảng 8 |
| 9   | 19 tháng 11 năm 1975 | Neckarstadion, Stuttgart, Tây Đức      | Bulgaria    | 1–0   | 1–0                | Vòng loại UEFA Euro 1976         |
| 10  | 20 tháng 12 năm 1975 | İnönü Stadı, Istanbul, Thổ Nhĩ Kỳ      | Thổ Nhĩ Kỳ  | 1–0   | 5–0                | Giao hữu                         |
| 11  | 20 tháng 12 năm 1975 | İnönü Stadı, Istanbul, Thổ Nhĩ Kỳ      | Thổ Nhĩ Kỳ  | 5–0   | 5–0                | Giao hữu                         |
| 12  | 28 tháng 2 năm 1976  | Westfalenstadion, Dortmund, Tây Đức    | Malta       | 3–0   | 8–0                | Vòng loại UEFA Euro 1976         |
| 13  | 28 tháng 2 năm 1976  | Westfalenstadion, Dortmund, Tây Đức    | Malta       | 5–0   | 8–0                | Vòng loại UEFA Euro 1976         |
| 14  | 6 tháng 10 năm 1976  | Ninian Park, Cardiff, Wales            | Wales       | 2–0   | 2–0                | Giao hữu                         |

### Thành tích huấn luyện
| Đội                      | Từ                       | Đến                 | Thống kê | Thống kê | Thống kê | Thống kê | Thống kê | Thống kê                    |
| Đội                      | Từ                       | Đến                 | ST       | T        | H        | B        | % thắng  | Tham khảo                   |
| ------------------------ | ------------------------ | ------------------- | -------- | -------- | -------- | -------- | -------- | --------------------------- |
| Borussia Mönchengladbach | 1 tháng 7 năm 1979       | 30 tháng 6 năm 1987 | 343      | 169      | 77       | 97       | 049,27   | [ 20 ]                      |
| Bayern Munich            | ngày 1 tháng 7 năm 1987  | 8 tháng 10 năm 1991 | 198      | 113      | 46       | 39       | 057,07   | [ 21 ]                      |
| Athletic Bilbao          | 1 tháng 7 năm 1992       | 30 tháng 6 năm 1994 | 82       | 34       | 20       | 28       | 041,46   | [ 23 ] [ 24 ] [ 25 ] [ 26 ] |
| Eintracht Frankfurt      | 1 tháng 7 năm 1994       | 2 tháng 4 năm 1995  | 34       | 12       | 10       | 12       | 035,29   | [ 27 ]                      |
| Tenerife                 | 1 tháng 7 năm 1995       | 26 tháng 6 năm 1997 | 104      | 44       | 27       | 33       | 042,31   | [ 29 ] [ 30 ] [ 31 ] [ 32 ] |
| Real Madrid              | ngày 26 tháng 6 năm 1997 | 28 tháng 5 năm 1998 | 53       | 26       | 15       | 12       | 049,06   | [ 34 ] [ 35 ]               |
| Benfica                  | 1 tháng 7 năm 1999       | 20 tháng 9 năm 2000 | 48       | 27       | 8        | 13       | 056,25   | [ 37 ] [ 38 ]               |
| Athletic Bilbao          | 1 tháng 7 năm 2001       | 17 tháng 6 năm 2003 | 86       | 36       | 22       | 28       | 041,86   | [ 40 ] [ 41 ]               |
| Schalke 04               | 17 tháng 6 năm 2003      | 15 tháng 9 năm 2004 | 57       | 28       | 14       | 15       | 049,12   | [ 42 ]                      |
| Borussia Mönchengladbach | 1 tháng 7 năm 2006       | 31 tháng 1 năm 2007 | 21       | 5        | 4        | 12       | 023,81   | [ 20 ]                      |
| Bayern Munich            | 28 tháng 4 năm 2009      | 5 tháng 6 năm 2009  | 5        | 4        | 1        | 0        | 080,00   | [ 21 ]                      |
| Bayer Leverkusen         | 5 tháng 6 năm 2009       | 30 tháng 6 năm 2011 | 84       | 44       | 26       | 14       | 052,38   | [ 45 ]                      |
| Bayern Munich            | 1 tháng 7 năm 2011       | 26 tháng 6 năm 2013 | 109      | 83       | 12       | 14       | 076,15   | [ 21 ]                      |
| Bayern Munich            | 9 tháng 10 năm 2017      | 30 tháng 6 năm 2018 | 41       | 32       | 4        | 5        | 078,05   | [ 21 ]                      |
| Tổng cộng                | Tổng cộng                | Tổng cộng           | 1.265    | 657      | 286      | 322      | 051,94   | —                           |